# Weltraumwissenschaftliches Prioritätsprogramm
Das Strategische Prioritätsprogramm für Weltraumwissenschaften (chinesisch 空间科学战略性先导科技专项, Pinyin Kōngjiān Kēxué Zhànlüèxìng Xiāndǎo Kējì Zhuānxiàng), kurz Weltraumwissenschaftliches Prioritätsprogramm (空间科学先导专项, Pinyin Kōngjiān Kēxué Xiāndǎo Zhuānxiàng), ist ein Förderprogramm der Chinesischen Akademie der Wissenschaften, bei dem das Nationale Zentrum für Weltraumwissenschaften aus einer vom Staatsrat der Volksrepublik China zur Verfügung gestellten Pauschalsumme Entwicklung und Bau von vier bis fünf kleineren Forschungssatelliten finanziert.

## Geschichte
Im Juni 1998 hatte der Staatsrat der Volksrepublik China ein auf 13 Jahre angelegtes Programm zum Aufbau eines Nationalen Innovationssystems (国家创新体系) verabschiedet, bei dem die Chinesische Akademie der Wissenschaften als Versuchseinrichtung eine Vorreiterrolle spielen sollte. Daraufhin wurde an der Akademie das sogenannte „Wissensinnovationsprojekt“ (知识创新工程) gestartet.
Mit Mitteln aus diesem Programm baute das damalige Zentrum für Weltraumwissenschaften und angewandte Forschung der Akademie die alte Höhenforschungsabteilung Hainan zur Nationalen Weltraumwetter-Beobachtungs- und Forschungsstation aus.
Da das Programm Ende 2010 mit dem 11. Fünfjahresplan auslief, verabschiedete der Staatsrat am 31. März 2010 ein auf 10 Jahre angelegtes, „Innovation 2020“ (创新2020) genanntes Anschlussprogramm, bei dem die Akademie der Wissenschaften erneut eine zentrale Rolle spielen sollte.
Bereits am 25. Januar 2010 hatte die Akademie auf ihrer Jahresversammlung fünf zukunftsträchtige Forschungsfelder definiert:
- Moderne Kernreaktoren
- Satellitengestützte Weltraumwissenschaft
- Kohlenutzung der neuen Generation mit niedrigem Kohlenstoffausstoß und hoher Effizienz
- Forschung zu und Anwendung von Stammzellen und regenerativer Medizin
- Überwachung der Kohlenstoffbilanz im Kampf gegen den Klimawandel und damit zusammenhängende Fragen.[4][5]

Am 11. Januar 2011 wurde das Zentrum für Weltraumwissenschaften und angewandte Forschung über die Zusage der Fördergelder in Höhe von 3,8 Milliarden Yuan informiert,
auf der Jahresversammlung der Akademie am 25. Januar 2011 wurde das Projekt offiziell gestartet.
Lange Zeit hatten die chinesischen Weltraumwissenschaftler nur mit Daten arbeiten können, die von ausländischen Forschungssatelliten gesammelt worden waren. Dadurch hatten sie nur wenig Neues zur Wissenschaft beitragen können, sie hatten keine Möglichkeit gehabt, eigene Ansätze durch praktische Forschung zu verifizieren. Dies sollte sich nun ändern. Das Förderfeld „Satellitengestützte Weltraumwissenschaft“ erhielt die offizielle Bezeichnung „Strategisches Prioritätsprogramm für Weltraumwissenschaften“, die Entscheidung über die Verteilung der Fördersumme auf einzelne Projekte wurde dem  Zentrum für Weltraumwissenschaften und angewandte Forschung übertragen. Verantwortlich für die Umsetzung des Prioritätsprogramms war und ist der Direktor des Zentrums, das am 7. Juli 2011 in „Nationales Zentrum für Weltraumwissenschaften“ umbenannt wurde.

## Geförderte Projekte
Wenn das Nationale Zentrum für Weltraumwissenschaften ein Projekt genehmigt hat, wird der Auftrag zum Bau des Satelliten vergeben, oft an die Innovationsakademie für Mikrosatelliten der Akademie der Wissenschaften. Auch die Instrumente an Bord werden in der Regel von Einrichtungen der Akademie der Wissenschaften wie zum Beispiel dem Shanghaier Institut für technische Physik oder dem Institut für Hochenergiephysik gebaut. Die Projektleitung und Koordination liegt jedoch weiterhin beim Zentrum für Weltraumwissenschaften.

### Förderrunde 2011
Im Jahr 2011, dem ersten Jahr des 12. Fünfjahresplans, wurden unter der Leitung von Direktor Wu Ji zunächst sieben Projekte genehmigt, die zum Teil gemeinsam mit ausländischen Raumfahrtorganisationen durchgeführt werden sollten.
Nachdem sich aber die Canadian Space Agency noch im selben Jahr von dem Sonnenforschungsprojekt Kuafu zurückgezogen hatte, wurde dieses erst auf 2017 verschoben, nach dem Rückzug der ESA 2012 dann zunächst gestrichen. Tatsächlich gestartet wurden folgende Satelliten:
- DAMPE (Dunkle Materie, gestartet am 17. Dezember 2015)
- Shijian 10 (Mikrogravitation und Biowissenschaften, gestartet am 5. April 2016)
- Micius (Quantenphysik, gestartet am 15. August 2016)
- HXMT (Röntgenteleskop, gestartet am 15. Juni 2017)

Neben den für die Umsetzung genehmigten Projekten wurden 2011 noch vier sogenannte „Reserveprojekte“ (背景型号) genehmigt, bei denen aus den Mitteln des Prioritätsprogramms Vorstudien unterstützt wurden:
Solar Polar Obit Telescope (SPORT), Magnetosphere-Ionosphere-Thermosphere Coupling exploration (MIT), Space Millimeter Wave VLBI Array und X-ray Timing and Polarization mission (XTP). Bei allen davon war eine Kooperation mit ausländischen Partnern angedacht. Keines dieser vier Reserveprojekte wurde letztendlich realisiert.
Im Juli 2013 wurde eine zweite Gruppe von vier Reserveprojekten genehmigt:
Water Cycle Observation Mission (WCOM), Search for Terrestrial Exo-Planets (STEP), Advanced Space-based Solar Observatory (ASO-S) und Einstein-Probe (EP). Hier war das Geld für die Vorstudien besser angelegt. ASO-S und Einstein Probe wurden bei der nächsten Förderrunde umgesetzt, STEP wurde, später unter dem Namen „Closeby Habitable Exoplanet Survey“ (CHES), als Reserveprojekt weitergeführt.

### Förderrunde 2018
Am 4. Juli 2018, noch vor Auslaufen des Förderprogramms, wurde die zweite Runde des Strategischen Prioritätsprogramms für Weltraumwissenschaften bzw. “空间科学（二期）”战略性先导科技专项 gestartet,
diesmal befristet auf fünf Jahre. Verantwortlicher Leiter des Programms war nun Wang Chi, seit dem 28. Dezember 2017 Direktor des Zentrums. Stand 2022 sieht die Satellitenliste folgendermaßen aus:
- Taiji-1 (Gravitationswellen, gestartet am 30. August 2019)
- GECAM (elektromagnetische Gegenstücke zu Gravitationswellen, gestartet am 9. Dezember 2020)
- ASO-S (Sonnenbeobachtung, gestartet am 8. Oktober 2022)
- Einstein Probe (Röntgenteleskop, geplanter Start 2023)[veraltet]
- SMILE (Solar wind Magnetosphere Ionosphere Link Explorer, geplanter Start 2025)

Ursprünglich waren nur GECAM, ASO-S, Einstein Probe und SMILE genehmigt worden, später kam als Reserveprojekt die enhanced X-ray Timing and Polarimetry mission bzw. eXTP hinzu.
Bereits am 30. August 2018 wurde eXTP jedoch wieder von der Liste genommen und durch Taiji-1 ersetzt, einen Technologieerprobungssatelliten für das Taiji-Programm zur Erforschung von Gravitationswellen.
Das Institut für Hochenergiephysik der Chinesischen Akademie der Wissenschaften arbeitete jedoch zusammen mit den internationalen Partnerinstituten im Hintergrund weiter am eXTP, das nun etwa 2025 starten soll.
Am 3. Dezember 2019 wurden fünf neue Reserveprojekte ausgewählt:
- Earth 2.0 (地球2.0-超级开普勒凌星巡天)[25]
- Closeby Habitable Exoplanet Survey (CHES, 近邻宜居行星巡天)[18]
- Global Energy Balance (全球能量平衡观测卫星)
- Ocean Surface Current Multiscale Observation Mission (OSCOM, 全球海表流场多尺度结构观测卫星)[26]
- Climate and Atmospheric Components Exploring Satellites (CACES, 全球气候与大气成分监测科学实验卫星)[27][28]

### Förderrunde 2022
Im Juli 2021 begann das Nationale Zentrum für Weltraumwissenschaften, weitere Vorschläge für die dritte Runde des Förderprogramms zu sammeln. Bis zum 31. Dezember 2021 wurden insgesamt 17 Vorschläge eingereicht, die mit den fünf Reserveprojekten von 2019 zusammengelegt wurden. In einer ersten Bewertungsrunde vom 11. bis 13. Februar 2022 wurden daraus 13 Projekte ausgewählt. Die Global Energy Balance war nun nicht mehr vertreten, dafür aber wieder eXTP. In der zweiten Jahreshälfte 2022 soll eine endgültige Liste beschlossen werden.